# Cynopterus titthaecheilus
Il Pipistrello dal muso corto indonesiano (Cynopterus titthaecheilus  Temminck, 1825) è un pipistrello appartenente alla famiglia degli Pteropodidi, diffuso in Indonesia.

## Descrizione

### Dimensioni
Pipistrello di medie dimensioni con lunghezza dell'avambraccio tra 73 e 83 mm, la lunghezza della testa e del corpo tra 86 e 128 mm, la lunghezza della coda tra 4 e 22 mm e un peso fino a 75 g.

### Aspetto
La pelliccia è corta. Il colore del dorso è bruno-nerastro, più chiaro sulla groppa, la testa è più scura, i lati del collo, la gola e i fianchi variano dal bruno-rossiccio al castano, mentre le parti ventrali sono marroni, con dei riflessi fulvo-olivastri al centro. Le femmine e i giovani immaturi sono più grigiastri, nei maschi è invece presente un collare di peli più brillanti. Il muso è corto e largo, gli occhi sono grandi. Le orecchie sono grandi, rotonde e marcate di bianco. Le falangi e i metacarpi sono bianco-brunastri, in netto contrasto con le membrane alari marroni scure. La coda è corta, mentre l'uropatagio è ridotto ad una sottile membrana lungo la parte interna degli arti inferiori.

## Biologia

### Comportamento
Si rifugia tra la vegetazione della foresta e nelle cavità degli alberi. È stato osservato costruire piccole tende con le grandi foglie delle palme.

### Alimentazione
Si nutre di frutta.

### Riproduzione
Si riproduce durante tutto l'anno.

## Distribuzione e habitat
Questa specie è diffusa sull'Isola di Sumatra, Giava Timor ed alcune isole vicine.
Vive nelle foreste secondarie e in diversi altri ambienti degradati.

## Tassonomia
Sono state riconosciute tre sottospecie:
- C.t. titthaecheilus: Sumatra, Krakatau, Giava, Bali, Lombok;
- C.t. major (Miller, 1906): Nias;
- C.t. terminus (Sody, 1940): Timor.

## Conservazione
La IUCN Red List,considerato il vasto Areale, la popolazione numerosa e l'adattamento agli habitat degradati, classifica C.titthaecheilus come specie a rischio minimo (Least Concern)).